# Cyclatemnus brevidigitatus
Cyclatemnus brevidigitatus es una especie de arácnido del orden Pseudoscorpionida de la familia Atemnidae.

## Distribución geográfica
Se encuentra en la República del Congo.